# Argentonnay
Argentonnay – gmina we Francji, w regionie Nowa Akwitania, w departamencie Deux-Sèvres. W 2013 roku liczba ludności wynosiła 3287 mieszkańców. 
Gmina została utworzona 1 stycznia 2016 roku z połączenia sześciu ówczesnych gmin: Argenton-les-Vallées, Le Breuil-sous-Argenton, La Chapelle-Gaudin, La Coudre, Moutiers-sous-Argenton oraz Ulcot. Siedzibą gminy została miejscowość Argenton-les-Vallées.